# Alberto Delgado Quintana
Alberto Delgado Quintana známý jako Alberto Delgado (* 4. června 1991, Cabezón de la Sal) je španělský fotbalový obránce, od července 2016 působící v týmu FK Senica. Nastupuje na levém kraji obrany. Je bývalým mládežnickým reprezentantem Španělska. Jeho fotbalovým vzorem je Andrés Iniesta, oblíbeným klubem Atlético Madrid.

## Klubová kariéra
Svoji fotbalovou kariéru začal v šesti letech v menším klubu ze svého rodného města. O čtyři roky později přestoupil do nedalekého mužstva Racing de Santander, kde prošel zbylými mládežnickými výběry a nastupoval za rezervu. Celkem v týmu strávil deset let. Před sezonou 2011/12 přestoupil do celku Barakaldo CF, kde působil do léta 2014. Následně se upsal klubu SD Amorebieta. Po roce se stal hráčem mužstva SD Leioa.

### FK Senica
Před ročníkem 2016/17 odešel do zahraničí, kde se domluvil na smlouvě se slovenským týmem FK Senica.

#### Sezona 2016/17
V dresu Senice debutoval 17. července 2016 v ligovém utkání 1. kola proti ŠK Slovan Bratislava (prohra 0:1), odehrál celý zápas.